# 五種享樂
五種享樂，是指印度教性力派法會與儀軌中使用的五種會供。
即madya（酒）、māṃsa（肉）、matsya（魚）、mudrā（手印，即是穀物）、maithuna（性愛），使用這種做法多数是左道性力，现已失傳。